# Sanctuaire Seigneur-des-Miracles de Lima
Le sanctuaire Seigneur-des-Miracles ou sanctuaire des Nazaréennes (en espagnol : santuario de Las Nazarenas) est un complexe religieux à Lima au Pérou, que l’Église catholique rattache à l’archidiocèse de Lima. La Conférence épiscopale péruvienne l’a désigné sanctuaire national en 2004. Y est exposé l’image du Seigneur des Miracles. Le complexe comprend une église et un carmel de Moniales déchaussées. Le site est classé au Patrimoine mondial dans le cadre du Centre historique de Lima (no 500).